# Charles Benazech
Pour les articles homonymes, voir Benazech.
Charles Benazech, né en 1767 à Londres où il est mort le 2 mai 1794, est un peintre et portraitiste britannique. Ses peintures représentant Louis XVI en roi déchu juste avant son exécution le 21 janvier 1793 connurent un certain succès.

## Biographie

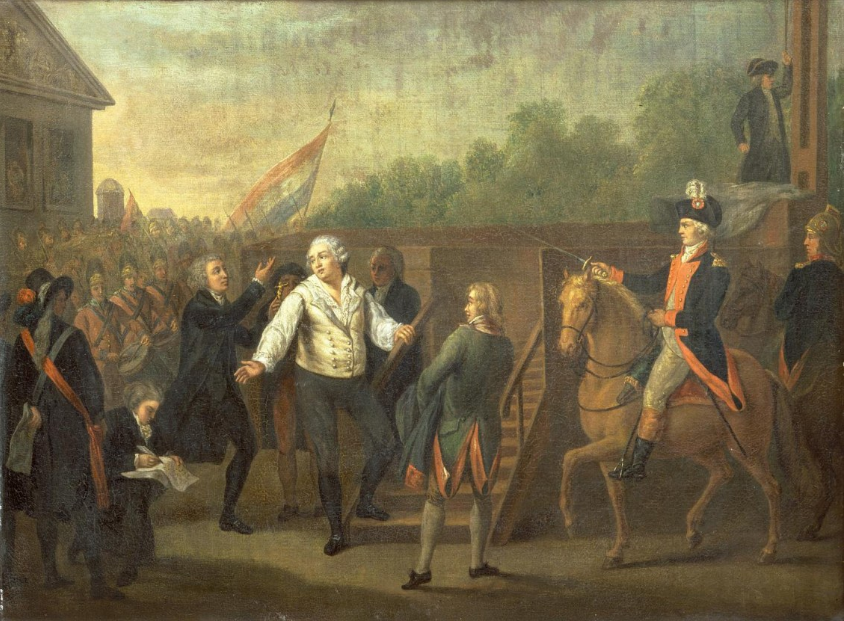
Louis XVI, accompagné de l'Abbé Edgeworth de Firmont, au pied de l'échafaud le 21 janvier 1793 à Paris.

Charles Benazech naît à Londres en Angleterre en 1767. Il est le fils de Peter Paul Benazech (1730-1783), graveur, dessinateur, marchand d'estampes, lui-même d'origine française. Le patronyme Benazech est fréquent dans le Tarn.
En 1782, alors âgé de quinze ans, Charles Benazech voyage à Rome puis il séjourne ensuite en France à Paris où il étudie auprès du peintre français Jean-Baptiste Greuze. Il est alors témoin du début de la Révolution française. C'est cet événement qui lui donne l'occasion de réaliser ses quatre tableaux les plus célèbres : La séparation de Louis XVI de sa famille, L'adresse de Louis XVI à la barre de la Convention nationale, Les adieux de Louis XVI à sa famille 20 janvier 1793 et Louis XVI et l'Abbé Edgeworth de Firmont au pied de l'échafaud le 21 janvier 1793. Le graveur italien Luigi Schiavonetti en fait des reproductions, qui popularisent les œuvres de Benazech concernant les dernières semaines dramatiques du roi Louis XVI.
Charles Benezach meurt le 2 mai 1794 à Londres.